# Mont Jayuya
Le mont Jayuya est une montagne de la cordillère Centrale sur l'île de Porto Rico. Deuxième plus haut sommet de l'île, il s'élève à une altitude de 1 296 mètres, à la jonction des territoires de la commune éponyme de Jayuya et de celui de Ponce.

## Géographie
Le mont Jayuya se trouve à la jonction des territoires des municipalités de Ponce (au sud) et de Jayuya (au nord) au centre de l'île. Il est à un kilomètre à l'est du Cerro de Punta, le point culminant de l'île.